# Marcel Gautherot
Marcel André Félix Gautherot (Paris, 14 de julho de 1910 — Rio de Janeiro, 8 de outubro de 1996) foi um fotógrafo franco-brasileiro.

## Biografia
Filho de pais pobres - a mãe operária e o pai pedreiro - viveu a Paris dos anos 20 e foi muito cedo aprendiz numa escola de arquitetura. Nesses anos flertou com o movimento Bauhaus e com as obras de Le Corbusier, deixando incompleto um curso de arquitetura.
Em 1936 participa do grupo que seria responsável  pela instalação do Musée de l”Homme e é encarregado de catalogar as peças do museu, começando aí a se dedicar à fotografia. Influenciado pela leitura do romance moderno de Jorge Amado - Jubiabá - decide conhecer o Brasil. Chega ao Brasil em 1939 onde viveu e trabalhou por 57 anos.
Fixa residência no Rio de Janeiro e passa a frequentar o círculo de intelectuais ligados ao modernismo, conhece Rodrigo Melo Franco de Andrade, Carlos Drummond, Mário de Andrade, Lúcio Costa, Burle Marx, entre outros. Começa a fazer trabalhos de fotografia para o SPHAN, o Museu do Folclore e trabalha para a revista O Cruzeiro.
Em 1986, juntamente com Pierre Verger, recebe, do Governo do Estado do Rio de Janeiro, o Prêmio Golfinho de Ouro na categoria Fotografia.
Ilustrou inúmeras revistas de arquitetura e quase todos os textos sobre Burle Marx. Sua coleção é composta de mais de 25 mil negativos e atualmente pertence ao Instituto Moreira Salles no Rio de Janeiro. Percorreu 18 estados brasileiros fotografando, registrando o povo brasileiro, sua arquitetura, suas festas. Sua coleção é um vasto retrato da diversidade cultural do país. Morreu no Rio de Janeiro em 1996 com oitenta e seis anos de idade.

## Exposições coletivas
- 1937 - Paris (França) - Exposição Internacional de Paris - premiado.
- 1958 - Bruxelas (Bélgica) - Pavilhão Brasil, Exposição Internacional de Bruxelas.
- 1962 - Paris (França) - Grand Palais - Exposição sobre Brasília.
- 1964 - Milão (Itália) - XIII - Trienal de Milão - Pavilhão Brasil.
- 1979 - Paris (França) - Retrospectiva Oscar Niemeyer - exposição que viaja até  Florença,

Veneza e Lugano.
- 1985 - PUC (Brasil) - Exposição sobre o arquiteto Affonso Eduardo Reidy.
- 2009 - São Paulo (Brasil) Pinacoteca do Estado de São Paulo - Exposição "À Procura de um Olhar" que comemora o ano da França no Brasil.

## Exposições póstumas
- 1996 - Rio de Janeiro RJ - Bahia: São Francisco, Recôncavo, Salvador, na Fundação Casa França-Brasil
- 1996 - São Paulo SP - Retratos da Bahia: São Francisco, Recôncavo, Salvador, na Pinacoteca do Estado
- 1997 - São Paulo SP - 7ª Coleção Pirelli/Masp de Fotografias, no Masp
- 1998 - Brasília DF - Brasileiro que nem Eu, que nem Quem?, no Ministério das Relações Exteriores
- 1999 - São Paulo SP - Brasileiro que nem Eu, que nem Quem?, no Museu da Casa Brasileira. Salão Cultural
- 2000 - Valência (Espanha) - De la Antropofagia a Brasilía: Brasil 1920-1950, no IVAM. Centre Julio Gonzáles
- 2000 - São Paulo SP - Brasil + 500 Mostra do Redescobrimento, na Fundação Bienal
- 2000 - Valencia (Espanha) - Brasil 1920-1950: da antropofagia a Brasília, Institut Valencia d’Art Modern
- 2001 - Rio de Janeiro RJ - O Brasil de Marcel Gautherot, Instituto Moreira Salles
- 2002 - São Paulo SP - O Brasil de Marcel Gautherot
- 2002 - São Paulo SP - Da Antropofagia a Brasília: Brasil 1920-1950, no MAB/Faap
- 2003 - Poços de Caldas - O Brasil de Marcel Gautherot, no Instituto Moreira Salles
- 2003 - Rio de Janeiro RJ - Fotografias da Fundação Oscar Niemeyer sobre a Construção de Brasília (1959-1961), na Pequena Galeria 18
- 2003 - Brasília - Arte que une: diversidade e confluência Brasil-Europa, Conjunto Cultural da Caixa
- 2004 - São Paulo SP - São Paulo 450 Anos: a imagem e a memória da cidade no acervo do Instituto Moreira Salles, no Centro Cultural Fiesp
- 2006/2007 - CCBB/RJ - Fé e Engenho - Aleijadinho e seu tempo. Fotos de Gautherot dos fiéis na cidade de Congonhas do Campo
- 2007 - Oscar Niemeyer - 10/100 - fotos de Gautherot do acervo pessoal de Niemeyer
- 2007 - São Paulo SP - O Olho Fotográfico - Marcel Gautherot e seu tempo, no Museu de Arte Brasileira da FAAP

## Publicações
- Modern Architecture in Brazil. Amsterdam/Rio de Janeiro: Colibri, 1956
- Rio de Janeiro. Munique: W. Andermann, 1965
- TropicalGardens of Burle Marx. Amsterdam/Rio de Janeiro: Colibri, 1964
- Pernambuco, Recife e Olinda. Rio de Janeiro: Kosmos, 1970
- Aratu. Rio de Janeiro: Kosmos/Hamburgo: Hamburger Verlags-Buchhandlung, 1970
- Belo Horizonte. Rio de Janeiro: Kosmos, 1970
- Brasília. Rio de Janeiro: Kosmos/Munique: W. Andermann, 1972
- Congonhas do Campo. Rio de Janeiro: Agir, 1973
- Roberto Burle Marx, a nova visão da paisagem. São Paulo: Nobel, 1984
- Bahia: Rio São Francisco, Recôncavo e Salvador. Rio de Janeiro: Nova Fronteira/Banco da Bahia, 1995
- Retratos da Bahia: fotografias. Texto Lélia Coelho Frota. São Paulo: Pinacoteca do Estado, 1996
- Coleção Pirelli/MASP de Fotografias: v. 7. Versão em inglês Kevin M. Benson Mundy; texto Rubens Fernandes Júnior. São Paulo: MASP, 1997
- O Brasil de Marcel Gautherot. Rio de Janeiro: Instituto Moreira Salles, 2001